# Петрівська сільська рада (Петропавлівський район)
| Петрівська сільська рада — орган місцевого самоврядування у Петропавлівському районі Дніпропетровської області з адміністративним центром у c. Петрівка. Сільській раді підпорядковані населені пункти: - c. Петрівка - с. Катеринівка - с. Маломиколаївка - с. Мар'їна Роща - с. Новопричепилівка |

## Склад ради
Рада складається з 16 депутатів та голови.

## Керівний склад сільської ради
| ПІБ                          | Основні відомості                                                 | Дата обрання | Дата звільнення |
| ---------------------------- | ----------------------------------------------------------------- | ------------ | --------------- |
| Лембиш Катерина Дмитрівна    | Сільський голова, 1956 року народження, освіта, позапартійна      | 26.03.2006   | 31.10.2010      |
| Тонкий Володимир Олексійович | Сільський голова, 1946 року народження, освіта вища, безпартійний | 31.10.2010   |                 |

Примітка: таблиця складена за даними джерела